# Jaap Kraaier
Jacob „Jaap” Kraaier (ur. 28 listopada 1913 w Zaandam, zm. 7 stycznia 2004 w Egmond aan Zee) – holenderski kajakarz, brązowy medalista olimpijski. 
Podczas igrzysk olimpijskich w Berlinie w 1936 roku wywalczył brązowy medal w jedynkach na dystansie 1 km. Wyprzedzili go jedynie Austriak Gregor Hradetzky i Helmut Cämmerer z III Rzeszy. Był to jego jedyny start olimpijski.